# Van Heerdt

De familie Van Heerdt behoort tot de oude adel van Gelderland. De stamvader is Gijsbert van Heerde, vermeld in 1386 als gegoed te Ruweveen bij Zevenaar. Twee takken van de familie zijn in 1814 en 1822 gaan behoren tot de adel van het koninkrijk der Nederlanden. Het hoofd van de tak Van Heerdt tot Eversberg, waarvan de mannelijke adellijke lijn in 1990 uitgestorven is, voerde de titel van graaf, de rest van de familieleden die van baron of barones.

## Tak Van Heerdt tot Eversberg
Thimon Cornelis van Heerdt tot Eversberg (1761-1844) en zijn oudste zoon gingen met hun wettige afstammelingen in mannelijke lijn in 1814 door hun benoeming in de Ridderschap van Overijssel behoren tot de adel van het koninkrijk der Nederlanden. In 1815 werd hem de titel van graaf verleend bij eerstgeboorte (voor zijn overige afstammelingen werd in 1821 de titel van baron en barones erkend). Zijn zoon Charles Edouard baron van Heerdt (1797-1855) werd in 1842 benoemd in de Ridderschap van het hertogdom Limburg.

## Tak Van Heerdt tot Crayevelt (uitgestorven in 1725)
Gijsbert van Heerdt (1533-1576) was drost op Ulft en geuzenkapitein in de Tachtigjarige Oorlog. Gijsbert was in 1572 commandant van Bredevoort. Hij sneuvelde in 1576 bij het beleg van Zierikzee tijdens een stormaanval. Via zijn huwelijk met Agnes Spierinck stamden zijn nazaten af van de heren van Heusden en de graven van Kleef en Teisterbant. Zijn zoon Palick van Heerdt (1568-1617) was kapitein van het schip en het jacht van Prins Maurits, vanaf 1598 kapitein bij de Admiraliteit op de Maze, en in 1606 commandant van de legerschepen. Hij werd in 1592 beleend met het landgoed Crayevelt. Diens zoon Gijsbert van Heerdt (1603-1652) werd in 1649 kapitein van het schip van de jachtvloot van de stadhouders Frederik Hendrik en Willem II. Zijn zoon Adriaan van Heerdt (1637-1714) was onder meer burgemeester van Nijmegen. Na het overlijden van diens drie dochters is deze tak van de familie Van Heerdt uitgestorven.

## Tak Van Heerdt
Voor de wettige afstammelingen van wijlen Jacob Carel Frederik van Heerdt (1762-1814) werd in 1822 de titel van baron en barones erkend. Een van hen, Jacob Pieter Bijsterbos baron van Heerdt (1854-1934), stichtte een tak in Engeland; zijn afstammelingen noemden zich voor een deel Herd en De Heerdt.

## Niet-adellijke takken
Baron Jacob Carel Frederik van Heerdt (1839-1889) erkende voor de Ambtenaar van de Burgerlijke Stand (ABS) van Salatiga (Midden-Java, Ned.-Indië) op 23 juni 1866 een zoon Louis François Henri van Heerdt (1865-1938). Deze Louis en zijn afstammelingen behoren niet tot de Nederlandse adel, evanals nog diverse andere dragers van de naam Van Heerdt..

## Bekende leden
Chronologische volgorde
- Adriaan van Heerdt tot Crayevelt (1637-1714), schepen en burgemeester van Nijmegen, lid van de Raad van State en waldgraaf van het Nederrijkswald
- graaf Thimon Cornelis van Heerdt tot Eversberg (1761-1844), lid van de Eerste en Tweede Kamer[13] en opper-hofmaarschalk van koning Willem I en II
- Jacob Carel Frederik van Heerdt (1762-1814), burgemeester van Kampen
- graaf Willem Hendrik van Heerdt tot Eversberg (1783-1864), in 1814 lid van de notabelenvergadering
- baron Willem Hendrik van Heerdt (1790-1826), resident van Probolinggo, Besoeki en Panaroekan
- baron Jacob Carel Frederik van Heerdt (1817-1880), burgemeester van IJsselstein, later van Voorburg en van Hof van Delft
- graaf Johannes Herbert August Willem van Heerdt tot Eversberg (1829-1893), gouverneur van Curaçao en Suriname
- baron Jurrian Nicolaas Christian van Heerdt (1860-1920), generaal-majoor, ridder in de Militaire Willems-Orde

D'Aubremé † ·
Bentinck † ·
Van den Bosch ·
De Borchgrave d'Altena ·
Van Bylandt ·
Du Chastel de la Howarderie † ·
Van Gronsfeld Diepenbrock † ·
Dumonceau ·
Van der Duyn † ·
Festetics de Tolna ·
De Ficquelmont † ·
De Geloes ·
Van der Goltz † ·
Van Heerdt † ·
Van Heiden † ·
De Hochepied ·
Van Hoensbroeck ·
Van Hogendorp · 
Von Hompesch-Rürich † · 
De Larrey † ·
Van Limburg Stirum · 
Van Lynden ·
De Marchant et d'Ansembourg ·
Van Nassau la Lecq † ·
De Norman d'Audenhove ·
Von Oberndorff ·
Van Oranje-Nassau van Amsberg · 
De Perponcher Sedlnitsky ·
Von Quadt ·
Van Randwijck ·
Von Ranzow ·
Van Rechteren ·
Van Reede † ·
Van Renesse † · 
De Riquet de Caraman ·
Schimmelpenninck ·
Zu Stolberg-Stolberg ·
Van Wassenaer † ·
Wolff Metternich † ·
Van Zuylen van Nijevelt

Geslachten die tot de adel van het Koninkrijk der Nederlanden behoren of hebben behoord. Lijst volgens opgave van de Hoge Raad van Adel. †: Geslacht uitgestorven of titel vervallen.
D'Ablaing van Giessenburg ·
Van Aerssen Beijeren ·
Alberda † ·
Van Alderwerelt † ·
Anthès, Van Heeckeren d' ·
Van Asbeck ·
D'Aulnis de Bourouill ·
Van Aylva ·
Van Balveren ·
Barbaix de Bonnines † ·
Baud ·
De Beijer † ·
Bentinck ·
De Bieberstein Rogalla Zawadsky ·
De Billehé de Valensart † ·
Van Boecop † ·
Van Boetzelaer ·
Van den Bogaerde ·
Du Bois † ·
Von dem Bongart ·
Van der Borch ·
Van Borssele ·
De Bounam de Ryckholt † ·
Van Brakell ·
Brantsen ·
Van Brienen (I) † ·
Van Breugel † ·
Van Broeckhuysen † ·
Du Bus · 
Calkoen ·
Van der Capellen ·
De Casembroot † ·
Chassé † ·
Clifford † ·
Van Coeverden ·
Collot d'Escury ·
De Constant Rebecque ·
Coppin † ·
De Crassier ·
Creutz ·
Daelman ·
Dedel † ·
Van Dedem ·
Van Delen † ·
Von Derfelden ·
Dibbets ·
Diert ·
Van Doorn (I) † ·
Van Dopff † ·
Van Dorth tot Medler ·
Van der Duyn † ·
Van Eck ·
Van Erp ·
Fagel † ·
Van der Feltz ·
Forstner van Dambenoy † ·
Van Fridagh ·
Gansneb genaamd Tengnagel † ·
Van Geen · 
De Geer † ·
Gericke ·
Von Geusau † ·
Gevers · 
De Girard de Mielet van Coehoorn † ·
Van der Goes † ·
Van Goltstein † ·
De Graillet † ·
Groeninx van Zoelen ·
De Gijselaar † ·
Hacfort † ·
Van Haeften (I) † ·
Van Haersolte ·
Van Hall † ·
Van Hangest d'Yvoy ·
Van Hardenbroek ·
Van Haren † ·
Van Harinxma thoe Slooten ·
Van Heeckeren ·
Van Heemstra ·
Van Heerdt ·
Van Heilmann van Stoutenburg † ·
Van der Heim † ·
Van Hemert tot Dingshof ·
Van Herzeele † ·
De Heusch ·
Van der Heyden · 
Van Hövell ·
Van Hogendorp ·
Hogguer † ·
Van Hugenpoth † ·
Huyssen van Kattendijke ·
Van Imhoff ·
Von Innhausen und Kniphausen † ·
D'Isendoorn à Blois † ·
Van Isselmuden ·
Van Ittersum ·
Van Keppel † ·
De Keverberg † ·
Klerck † ·
Van Knobelsdorff ·
De Kock ·
Krayenhoff ·
Van Laer † ·
De Lamberts de Cortenbach † ·
Lampsins † ·
Van Lamsweerde ·
Van Lawick ·
Lewe ·
De Liedel † ·
De Loë ·
Van Lynden ·
De Macar ·
Mackay ·
Von Maltzahn † ·
Van Massow † ·
De Meer d'Osen † ·
Melvill van Carnbee ·
De Mey † ·
Michiels ·
Mollerus ·
Mulert ·
Van Nagell ·
Nahuys · 
De Negri † ·
Nepveu † ·
Van Neukirchen genaamd Nyvenheim † ·
De Norman d'Audenhove † ·
Van Oldeneel tot Oldenzeel ·
D'Olne † ·
Van Omphal † ·
Van Pabst † ·
Van Pallandt ·
Van Panhuys † ·
De Pélichy † ·
De Perponcher Sedlnitsky † ·
Van Plettenberg † ·
De Plevits ·
Du Pont † ·
De Posson † ·
Prisse ·
Von Quadt † ·
Quarles ·
Von Rade † ·
Van Raders ·
De Raet † ·
Van Randwijck ·
Van Reede ·
Rengers ·
Van Rhemen † ·
Von Riedesel d'Eisenbach † ·
Röell ·
Roest van Alkemade ·
De Rosen † ·
De Roy van Zuidewijn/De Roye van Wichen † ·
Van Rijckevorsel ·
Von Saint-Remy † ·
De Salis † ·
Sandberg ·
Schimmelpenninck van der Oye ·
Thoe Schwartzenberg en Hohenlansberg ·
De Senarclens de Grancy † ·
Sirtema van Grovestins ·
Six ·
Slicher † ·
Van Slingelandt ·
Sloet ·
De Smeth ·
Snouckaert van Schauburg ·
Van Spaen † ·
Speyart van Woerden ·
Steengracht ·
Straalman † ·
Stratenus ·
Strick van Linschoten † ·
Van Styrum ·
Sweerts de Landas ·
Van Sytzama
Taets van Amerongen ·
Van Tengnagell † ·
Testa ·
De Thier † ·
Van Till · 
Tindal † ·
Des Tombe † ·
Torck † ·
Du Tour † ·
Travers † ·
De Trevey de Charmail † ·
Van Tuyll van Serooskerken ·
Van Utenhove ·
Van Verschuer ·
Verstolk ·
Van Voerst † ·
Van Voorst tot Voorst ·
De Vos van Steenwijk ·
Van Vredenburch † ·
De Warzée d'Hermalle † ·
Van Wassenaer · 
De Watteville ·
De Weichs de Wenne ·
Van Westerholt † ·
Van Westreenen van Tiellandt † ·
Van Wevelinchoven de Sittert † ·
Van Wickevoort Crommelin † ·
Von Wydenbruck ·
De Wijkerslooth · 
De Wymar † ·
Van Wijnbergen ·
Wittert ·
Van Zuylen van Nievelt † ·
Van Zuylen van Nijevelt

Geslachten die tot de adel van het Koninkrijk der Nederlanden behoren of hebben behoord. Lijst volgens opgave van de Hoge Raad van Adel. †: Geslacht uitgestorven of titel vervallen.